# Ratpenat de ferradura mitjà
El ratpenat de ferradura mitjà (Rhinolophus mehelyi) és una espècie de ratpenat que es troba a l'Afganistan, Algèria, Armènia, l'Azerbaidjan, Bòsnia i Hercegovina, Bulgària, Croàcia, Eslovènia, Espanya, França, Geòrgia, Grècia, l'Iran, l'Iraq, Israel, Itàlia, Líbia, Macedònia del Nord, el Marroc, Portugal, Romania, Rússia, Sèrbia, Montenegro, Tunísia i Turquia.
Es veu amenaçat per la pèrdua del seu hàbitat natural.

## Morfologia
És molt semblant a la resta de ratpenats de ferradura: té unes ales curtes i amples i l'uropatagi de forma quadrada.
Pelatge marró grisenc pel dors i gairebé blanc pel ventre, amb una línia de separació ben marcada entre les dues coloracions. Al voltant dels ulls, hi té una màscara que pot ser molt conspícua. Les orelles i el patagi són del mateix color que el dors, de vegades en un to morat.
Dimensions corporals: cap + cos (49 - 64 mm), cua (21 - 32 mm), avantbraç (47 - 54 mm) i envergadura alar (330 -340 mm).
Pes: 10 - 18 g.

## Hàbitat
Màquies i alzinars litorals, on s'amaga en coves i altres cavitats subterrànies, rarament en edificacions humanes.

## Distribució
Habita al nord d'Àfrica, la part sud de la península Ibèrica, a l'illa de Mallorca, Sicília, Sardenya, Dalmàcia, Grècia, Bulgària, Anatòlia, el Caucas, determinats punts de l'Orient Pròxim i Xipre.

## Costums
Ix en fer-se fosc i caça arran de terra o per sobre les capçades dels arbres i arbustos, amb un vol lent a base de planatges curts. S'alimenta d'arnes i altres insectes. És una espècie gregària que pot formar colònies d'uns quants centenars d'individus, de vegades barrejats amb altres ratpenats del mateix gènere o d'un altre.

## Espècies semblants
La manera més pràctica de diferenciar-la de la resta de ratpenats de ferradura és comparar la morfologia de les excrescències nasals.
La màscara negra del voltant dels ulls pot ajudar a determinar-ne l'espècie, però aquest caràcter no sempre és evident.